# 2014年香港動漫電玩節示威行動
2014年香港動漫電玩節示威行動，又被部分香港網民稱為「藍絲帶運動」、「藍絲帶行動」、「反神魔活動」、「反神魔示威」，是在2014年7月29日針對香港當時正在舉辦的香港動漫電玩節，及場內香港手機遊戲參展商《神魔之塔》之一連串抗議，包括使用顏色絲帶與集會。事件主要涉及要求大會尊重Cosplay及聲討有關遊戲之人士。
由於香港動漫電玩節在香港是一個街知巷聞的著名活動，而且《神魔之塔》已不是第一次惹來抗議，故此從活動期間的衝突、醞釀、爆發示威至後續情況，均見香港多間平面及電子傳媒，包括蘋果日報、動新聞、熱血時報、謎米香港、Unwire、社會聯合媒體等報道。

## 背景

### 香港動漫電玩節大會的角色
香港動漫電玩節是香港貿易發展局在1999年為宣揚動漫文化而創立的活動，本身屬於商業性質，從贊助、籌備到承辦均由商業機構主導。動漫節的主辦、承辦單位分別是同德企業和凌速博覽，其以商業原則作為營運此一活動之最高法則，並以利潤最大化為最終目標。雖然客觀上大會能夠籌集到大量資本，承擔較大成本營辦較高質素活動。惟香港社會有聲音質疑，主辦也有可能因商業原因而透過引入不同市場受眾，擴大盈利基礎，最終使多種新文化同時進入活動，令動漫節內的動漫文化元素減少，變相模糊焦點。

#### 大會過去的表現

黃絲帶是2011年抗議行動的象徵。

動漫節從2006年起出現了以性感衣著為參展商代言的少女模特兒，除吸引大量攝影師為「免費模特兒」前來拍攝外，也招來一群閒人前來欣賞女性身材，結果阻塞其他參展商和場內的通道，甚至惹來偷拍、非禮等一連串保安問題。同時，少女模特兒的存在在動漫愛好者的參觀人士當中也引起不少爭議。雖然在萌文化的影響下，不少動漫迷均不是思想保守之人，然而基於作為御宅族的身份認同與凝聚力，有參觀人士認為在宣揚動漫文化的活動中，出現與動漫文化毫無關係之人士或活動，等同淡化動漫元素在展覽內的角色。
對此，大會直到四年後的2010年仍然聲稱對少女模特兒「保持開放態度」，表示創意的推動「在於對社會上的新事物持以開放態度，並樂意提供平台」。
直到2011年，由於相關情況仍然持續，加上檔期稍早的香港書展禁止少女模特兒等在場內舉辦簽名會、見面會等宣傳活動，導致當屆出席動漫節的少女模特兒增加，甚至更有參展商另再邀請AV女優到場代言，引起部份Cosplayer不滿動漫節淪為情色場所，向其他人士一同派發和戴上黃絲帶抗議，並被《蘋果日報》與動新聞報道。大會的態度引起網民的批評，認為大會在推廣動漫文化上責無旁貸，卻對有關問題視若無睹，加深外界對動漫文化、Coser及御宅族的偏見。

### 《神魔之塔》抄襲爭議
2013年香港手機遊戲《神魔之塔》的系統、介面被指與日本轉珠手機遊戲《龍族拼圖》（Puzzle and Dragon/P&D）極為相似。基於以上原因，《神魔之塔》不斷受到部份《龍族拼圖》玩家指控抄襲，戲稱《神魔之塔》為「神抄之塔」。但《神魔之塔》創辦人曾建中多次否認，指出他們製作《神魔之塔》時參考了不少遊戲、《龍族拼圖》只是其中一個，並說新的idea（想法，点子）通常基於舊有idea而出來。
針對《神魔之塔》的示威活動早於2013年的動漫節已出現：當時《龍族拼圖》的玩家不滿《神魔之塔》「抄PAD又說自己是原創的」，在展期最後一天臨結束前約50人到《神魔之塔》攤位抗議、喝倒采、高呼「香港之恥、神抄之塔」和「爛透了」，又撕爛《神魔之塔》海報。而這次《神魔之塔》的參展及相關示威活動亦有日本媒體《GetNews》（ガジェット通信）發現並報道。
而後，《神魔之塔》官方承認的確是有參考《龍族拼圖》。《龍族拼圖》創辦者山本表示不會追究，但雙方支持者仍有許多爭議。

## 近因

### 動漫Cosplay自由行的安排改動

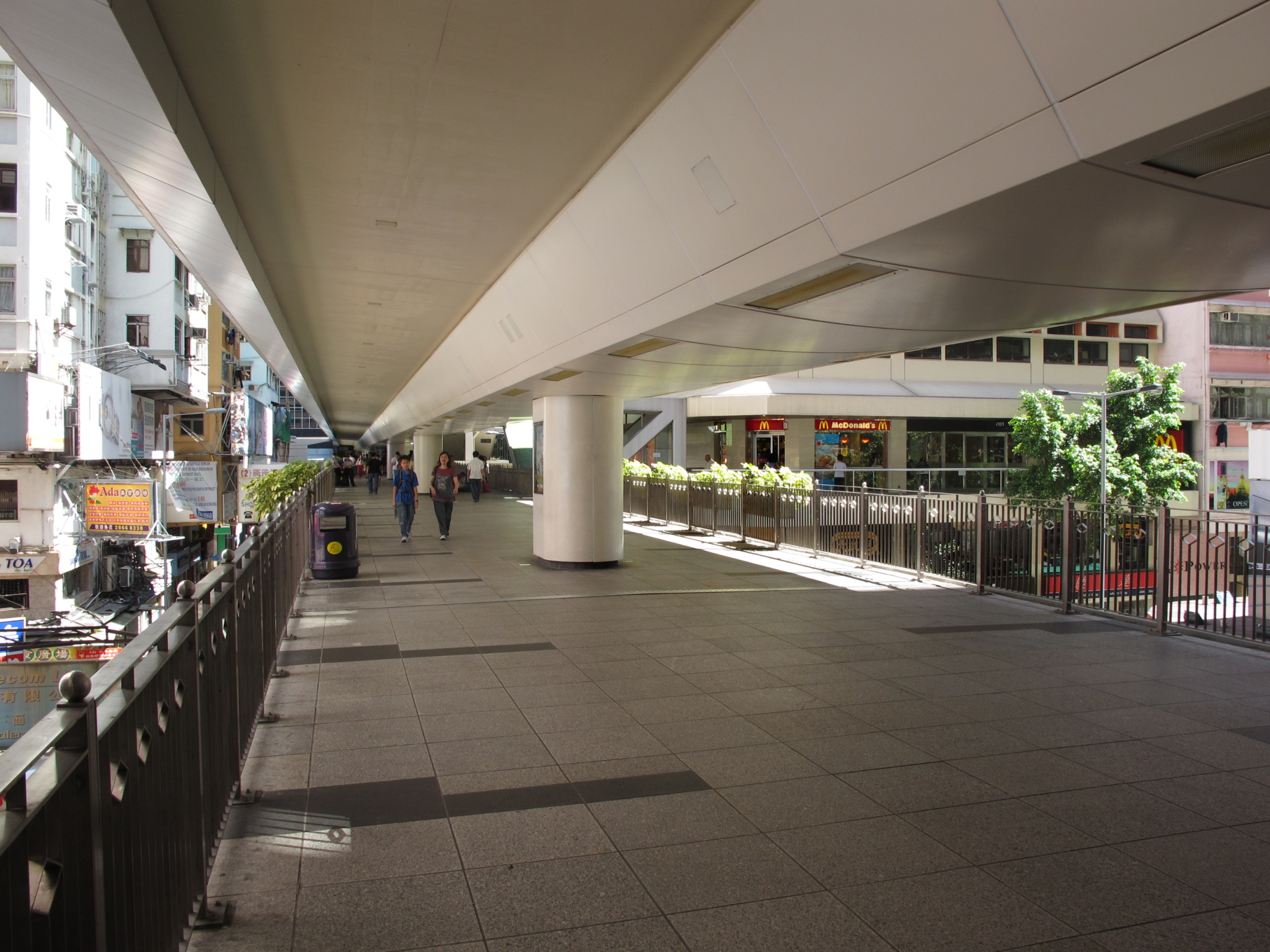
灣仔北行人天橋近灣仔站。

早年的動漫節，大會容許Cosplayer無限次出入會場及自由使用更衣室。2011年起，大會設立「動漫Cosplay自由行」制度，限制使用Coser出入會場的特別通道及更衣室之人數，每日名額有1100個，當中網上登記名額有800個、即場登記名額有300個。2012年後，每日名額無故減少至800個，當中網上登記名額有600個，即場登記名額只有200個，又規定參加者必須按照大會編排之時間使用更衣室，而2014年該屆更因不明原因取消了網上登記，即每日全場只有200名Coser能夠使用有關設施。據媒體報道，名額並不足以應付當屆參與動漫節的Coser數量，有無法抽中使用特別通道與更衣室的Coser被迫轉到展廳內的洗手間、走廊，甚至預先在場外化妝。
到了該屆，大會又取消了Coser的特別通道，此舉令職員及入場人士無所適從。首先從灣仔北行人天橋系統至會展會場內，沿途大會均無指示入場人士依照新安排入場，其次就連在會場內的工作人員也不清楚新安排的內容，導致有Coser無從得知其可於進入會展後直接上三樓登記前往更衣室，反而與一般參觀人士以較長時間輪候進入會場，最後因此遲到而無法依時使用更衣室。

### 大會取消Cosplayer休息區、削減Cosplayer攝影區面積
以往各屆場內的Cosplayer攝影區由Hall 1E的入口伸延至同一展館內的餐飲區，亦會為Coser設置Cosplayer休息區，範圍涵蓋整個Hall 1E，容許他們席地而坐歇息、等候、化妝、處理道具等，但該屆的攝影區卻被大幅收窄，休息區更從場館中完全消失，取而代之的是《神魔之塔》及其他規模較大參展商的排隊區。相對於大規模參展商攤位的擴張，有Coser接受採訪時估計，攝影區面積縮小了最少三分之一至超過三分之二不等
。
擠逼的Coser連同攝影師，加上他們林林總總的攝影設備，造成攝影區內水洩不通，情況混亂，而大會取消休息區的做法也招致他們的普遍不滿，而且誘使他們改到展館內其他空地以至Hall 1場館外的地方停留。

## 導火線

### 部份Cosplayer及攝影師被會展保安及警方驅趕離場

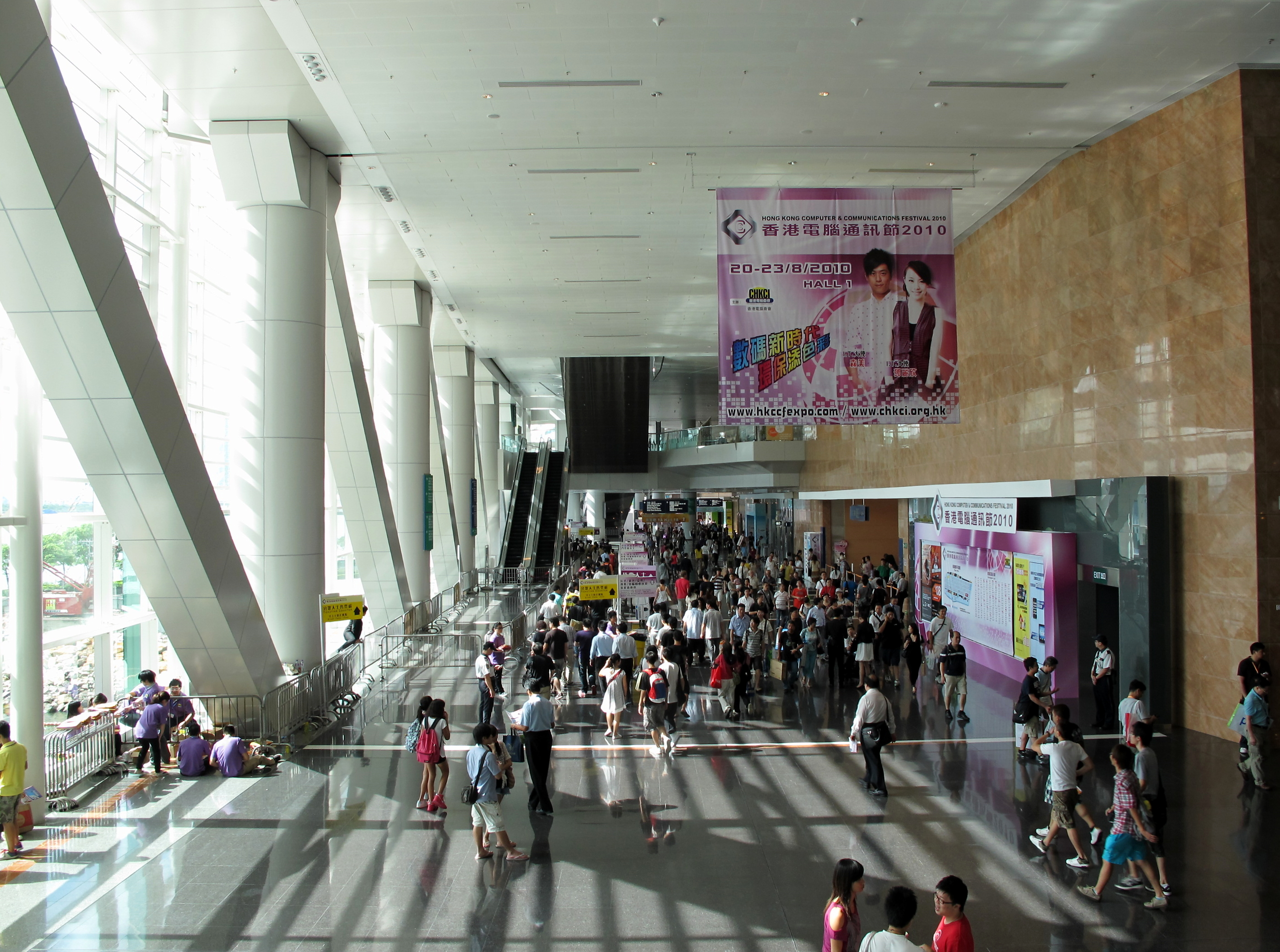
會展Hall 1展館外的架空行人道。

基於上述原因，不少Coser和攝影師走到Hall 1E美食區旁的一片空地化妝、休息、拍攝等。根據場館地圖，該處為非緊急通道，亦非參展商攤位所屬範圍。不過，大會的職員卻指他們會「妨礙參展商的顧客排隊」，把他們驅離那個區域。另也有Coser在Hall 1C門口旁與參觀人士合照，同遭大會工作人員以阻塞通道為由要求他們離開。於是，越來越多Coser、攝影師及在旁觀賞的參觀人士走向場外Hall 1展館外的會展公眾通道。
會展的保安人員見狀隨即以阻塞入場通道為由將人群趕離，又聲稱通道上不准拍攝，反叫他們到金紫荊廣場拍照，據報很多Coser認為如此有欠公平，期間據稱保安更曾以「個別攝影師的不禮貌行為」為理由把在場人士全部攆出場外。
由於事態激化，使在場的動新聞記者宋文與攝影記者立即前往現場，拍攝到一名叫Paul的會展保安正在驅逐人群，向好言相向的查詢者及參觀人士吆喝「唔負責呀請你行開！你都離開！全部離開呢度！唔好喺度聚集！（不負責呀請你走開！你也離開！全部離開這裏！不要在這聚集！）」，更連剛到場的傳媒也一併驅趕。記者隨即與他理論指附近有很多參觀人士，可以的話請他把他們全部趕走，Paul回應「好，就由你們（記者）開始」。記者立刻表明他們正在採訪，Paul反問「你說要清場的？」，記者表示他只應該對其他參觀人士清場，記者會拍攝著整個過程，此時Paul反駁「我沒有接受你們採訪」，宋文聞訊仰天大笑。攝影記者補充說「這是新聞自由」，Paul便怒斥「你們不需要用爛蘋果那一套來跟我說！」。有傳記者離開後三小時現場有攝影師與保安爆發激烈口角，會展一方又為了把人群驅散而報警，待警員到場後便借助警力協同會展的保安清場。
此事發生後，經參觀人士投訴及媒體報道，在網上引發市民迴響。有傳媒指大會疑過橋抽板，又有網民批評會展保安作風官僚、語氣兇惡、態度惡劣等。大會發言人回應指場外是由會展保安負責，故驅趕行動與大會無關，又指過往動漫節一直並無劃一的「Cosplay攝影區」，只是由於從前的Coser更衣室設於場內，他們順道於更衣室外圍拍照連帶誤該處以為是攝影區；「動漫Cosplay自由行」專用更衣室設立後，場內便沒有再設置有關區域，又聲稱Cosplayer可任意在場內的區域拍照，但後面的排隊區因已被參展商租借，故此不可入內攝影。
記者就此事致電香港會議展覽中心 (管理) 有限公司傳訊部，對方只表示：「不回應，再約訪問時間做訪問」、「盡量幫你安排，因為不能現在答應你」。

### 醞釀行動

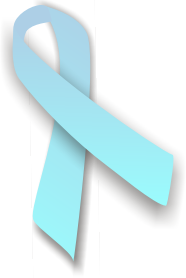
水藍色絲帶是本次藍絲帶運動的象徵。

熱血時報網台節目《宅文化研究》的Facebook群組本來已有觀眾成員不滿《神魔之塔》官方，有成員早在前一年便已組織或參加過對《神魔之塔》的抗議行動，因此他們希望在本屆動漫節再次示威，聲討遊戲開發公司Madhead。其中成員許浩賢聯絡籌備過上年行動的Ray，取得共識會在動漫節最後一日臨近結束時示威。與此同時，另一成員羅先生召集一群扮演《龍族拼圖》角色的Coser，並約定群組其他成員在下午7時左右開始反《神魔之塔》示威行動。但是見及該遊戲請來韓國男子音樂組合Bigbang作代言人，羅先生重申希望示威人士專注在遊戲的貿易誠信議題上，不要影響韓星。
Coser和攝影師則認為Cosplay乃動漫博覽不可或缺的一部分，故此大會選擇不容納他們是不可理喻的做法。當中Nami決定策劃「藍絲帶運動」，準備藍絲帶在動漫節最後一日向參觀人士派發，以向主辦單位表達不滿，運動另一負責人虎牙則計劃在動漫節會場原Cosplayer休息區位置集會。就顏色絲帶的意義，Nami表示藍色代表「初始」，希望動漫節回歸以往般尊重Coser及恢復Coser休息區。
爾後羅先生又與藍絲帶運動集會的負責人虎牙溝通，約定虎牙等人完成對會展一方的集會後，再加入羅先生及他的夥伴向《神魔之塔》示威。

## 正式行動
7月29日，動漫節踏入最後一日，藍絲帶運動及《宅文化研究》群組分別按計劃開始行動。此日，動漫節的閉館時間是晚上8時正，比前四日提早一小時。

### 藍絲帶運動
藍絲帶運動發起人Nami與其他Coser當日為運動準備了700條藍絲帶，在會場向其他Coser、攝影師和參觀人士派發，以向主辦方表達不滿及對Cosplay的支持。現場有人響應運動，紛紛即場在手上綁起藍絲帶。
到了下午六時半後，不少手繫藍絲帶的人士往會展1樓的Hall 1E，再加入由藍絲帶運動發動的集會。根據發起人在Facebook所說，700條藍絲帶最終全部派發完畢，不敷應用。

### 集會

#### 6時30分行動
下午約6時30分，位於Hall 1E的《神魔之塔》攤位外首次有示威者聚集，進行反對Cosplay區域縮小的抗議。這是由藍絲帶運動發起的行動，負責人是虎牙。根據社會聯合媒體報道，示威者當中有Coser、攝影師以及普通市民。示威者手綁水藍色絲帶，亦有Coser高舉Cosplay服裝的道具刀、劍、槍炮等，多次重複高呼「還我Coser區」、「Coser區」、「P&D」、「神抄」等口號。據《宅文化研究》群組的羅先生表示，行動中有示威者高叫「神抄收皮」，保安聞訊隨即與有關人士談話。此事令籌備第二次行動的羅先生開始顧慮行動的後果，他認為一眾示威者已被保安監視中，擔心屆時一旦開始進一步行動就會立即被驅趕，又憂慮未成年示威人士若被帶走有可能影響他們的前途。
後來會展一方派出一名職員與各示威者對話，期間氣氛大致平和。經過一輪交流後，示威者認為目的已達到，向其他示威者宣佈「咁多位！我哋準備散Band！（各位！我們準備解散！）」。剛剛與職員溝通過的示威者、發起人等隨即向參與者致謝，示威者紛紛報以鼓掌及歡呼，並逐漸和平散去，行動共歷時約15分鐘。
但是待《香港同人》記者到場時，現場只餘下參與藍絲帶運動的Coser發出零星噓聲，以及舉起紅色、藍色螢光棒的一般參觀人士。
6時45分，羅先生與他的夥伴開始依網上號召的約定，高舉藍色螢光棒召集反《神魔之塔》的示威者。
約7時10分，羅先生聯絡預先要約參與示威的《龍族拼圖》角色Coser，又向身處攤位前已抵達的人士分發示威標語牌。隨後示威者開始靠攏，暫無異動。根據《熱血時報》報道，期間有示威人士以手機拍攝現場情況，被保安查問拍照目的及要求交出手機檢查，但該人拒絕，其後該人被會展保安一直監視。

#### 7時40分行動
半小時後，隨著動漫節進入閉館前的最後20分鐘，攤位舞台上的活動已全部結束。此時示威人士以Coser為首再次行動，進入《神魔之塔》攤位外的通道，情況混亂，連記者也無法追上示威隊伍。這行動是羅先生等人在《宅文化研究》群組組織，目標主要是聲討《神魔之塔》的抄襲行為。示威者高叫「神抄」等口號，但報道指當時場內並無進行任何反《神魔之塔》的活動，同時在場的保安並沒有為此採取任何行動。
隨後行動再沒有升級。會展保安向發起人羅先生指示威者集結已經阻塞了緊急通道，羅先生見此便著示威者撤退，示威者亦陸續離開Hall 1E。

## 結果
是次示威事件中總共出現了一次使用顏色絲帶的無聲抗議運動及兩次集會行動。三項舉措對動漫節大會、會展及《神魔之塔》官方引起的效果和回應不一。藍絲帶運動對行動結果滿意，發起人更在Facebook發帖文再次感謝Coser及攝影師對運動的支持，又希望他們在往後的動漫節不用再四處奔走與被驅逐。而《香港同人》的記者則於7時40分行動後聯絡到羅先生，羅先生分別向記者及群組宣告反《神魔之塔》行動已經失敗。

### 大會方面
《蘋果日報》於7月27日就大會工作人員趕走Coser舉動向主辦機構了解，但大會方面到截稿前仍未回覆。
在示威發生後，大會於下一年的第18屆香港動漫電玩節實行多項補救措施，另行預約會展3樓的Hall 3E作為Coser拍攝及休息專區「CosParadise」，設於動漫節及創天綜合同人祭聯合展區外，公眾可免費入場。大會又新設Cosplayer行李寄存服務與「Cosplayer自助站」，分別以每件港幣10元的價錢提供層架予Coser擺放物品，和免費提供簡單工具、用品予參加者自行修補服裝或道具，惟「動漫Cosplay自由行」之每日名額維持不變。

### 會展方面
會展管理公司傳訊總監洪小姐，在7月28日透過電郵回覆報章對保安驅趕參觀人士一事的查詢。
|  | Cosplayer 在香港動漫電玩節展覽場內活動的位置及規模，乃主辦機構的安排。 昨日在蘋果動新聞影片中所見，會展管理公司保安人員正在執行維持秩序的工作。由於昨日參觀香港動漫電玩節人數眾多，會展管理公司保安人員必須確保公眾通道，包括展覽廳1 外的通道暢通，需勸喻參觀展覽的觀眾及其他人士不要在公眾通道逗留。 當時保安人員語氣或許有點嚴厲，但絕無惡意。多謝你的意見，我們定必跟進，提醒同事在執行職務時要注意用詞及語氣。 |

### 神魔之塔方面
Unwire在集會開始前發出一篇報道，指他們訪問過《神魔之塔》開發公司Madhead的負責人。對於反對行動，他們表示「尊重大家表達意見的聲音」，然後便表明沒有回應。

## 後續
當天的香港動漫電玩節結束後，《香港同人》緊接專訪反《神魔之塔》示威的發起人羅先生與他的夥伴。在訪問中，羅先生透露了行動的很多細節，他認為行動失敗的原因是籌備倉促及過份公開行動計劃，引致行動突擊不果，他又期望在《神魔之塔》未來的其他宣傳活動中能再次示威表達不滿。
而藍絲帶運動發起人Nami接受同社記者採訪時就表示，希望以藍絲帶運動的名義發動聯署，向大會表達訴求及要求作出回覆，以期使動漫節質素改善。發起人又在Facebook澄清藍絲帶運動的目標並非反《神魔之塔》，希望市民將藍絲帶運動和羅先生等人的抗議行動區分。及後她在8月1日起於網上發起聯署，向大會提出多項不滿及表達訴求，並呼籲網民參與。
|  | 【改善方案】 1. 重設Cosplay專用區 - 按照以往將1E區域劃分成Cosplay專用區 - 允許Cosplayer及攝影師在區內攝影，化妝及休息（不受驅趕） - 於地圖上標明Cosplayer專用區位置 2. 改善Cosplay自由行制度 - 增加參與名額 - 開放更衣室予所有Cosplayer使用，惟已登記者優先 ※付入場費與否並非爭議重點，惟適當準備空間方為Cosplayer最重視 3. 開放連接更衣室區域之升降機供Cosplayer使用 - 方便攜帶大型道具的Cosplayer上落3樓更衣室 4. 增設針對Cosplayer路向的清晰指示 - 在路牌上清楚標明“已於網上登記的Cosplayer通道” - 在路牌上清楚標明“前往現場登記的Cosplayer通道”（如當日額滿則標明該通道關閉） - 在路牌上清楚標明“沒登記的Cosplayer可通過大眾通道進入會場” 5. 提高 HKACG大會工作人員對有關安排認知 - 聘用前把關： a) 要求員工有良好服務態度 b) 對HKACG有基礎認識 - 聘用後的培訓: a) 提供職前講座，讓工作人員對HKACG大會的各種安排有充分了解 （包括：不同人士的入場安排，場內攤位的位置，洗手間及更衣室的方向等） b) 與工作人員實習並模擬緊急情況，以提高應對情況的處理能力及熟悉相應的安排 6. 提高保安人員素質 - 加強保安人員與HKACG大會的溝通，讓他們清楚有關路線以及人流管制的安排 - 向會議展覽中心相關部門反映「保安人員無禮對待參與者」情況 - 向會議展覽中心相關部門建議增強對保安人員善待客人的指引，並於有需要時提供相應培訓 |

她強調聯署並非欲爭取Cosplay的特權，亦非想造就Coser與大會的對立，而是相信彼此應在互相尊重下重整有關安排。收集簽名程序最終在8月13日結束。
一年後，《蘋果日報》及動新聞在報道有關第18屆動漫節時重提是次示威事件，並將2015年動漫節與招致示威的2014年動漫節作比較，刊出4篇報道。報道引述Coser指今屆安排有改善，又形容大會為Coser新增了三項「『貼心』服務」。
不過在香港ACG圈內，驅趕Coser及攝影師事件嚴重影響大會的聲望，有部分御宅族和Coser仍然選擇並呼籲他人繼續杯葛動漫節，認為活動已經變質，補救措施不改大會變質的形象。又有人批評大會將CosParadise獨立於付費區外的安排對購票入場的參觀人士不方便，質疑大會把他們和Coser及攝影師胡亂塞入CosParadise。
四年後的2018年，在動新聞一則關於第4屆CosParadise的報道中，記者訪問了多名Coser。其中Issac表示「我們也希望這場地整潔一點，不要再像幾年前一樣Coser區被禁止那樣的事發生」。《蘋果日報》的相應報道中，扮演機械人的小黑則指大會在1樓位置常驅趕Cosplayer，有時僅停留數分鐘拍照都被趕走，明白大會關心通道暢通，但就稍有點不近人情。

## 比較

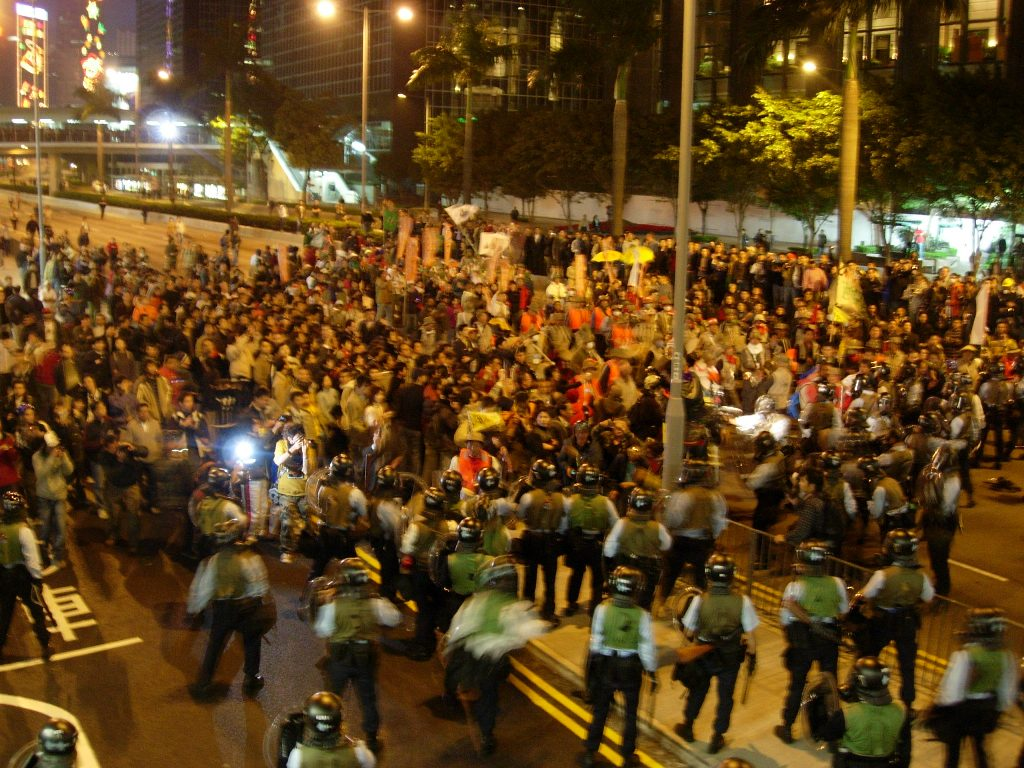
香港反對世貿遊行衝突期間，防暴警察在告士打道包圍示威者，對峙情況持續。攝於2005年12月17日晚上8時後。

會展過往也曾發生示威，包括2005年香港反對世貿遊行衝突及每年皮草展覽時的反皮草示威，分別反對全球化及虐待動物。是次參與行動的人數約介乎兩者之間，但是行動地點卻不同於兩者大部分時間留在會展以外，而是在場內進行抗議。
| 示威行動                     | 訴求                      | 地點                   | 時間                           | 示威者人數          | 針對的展覽或會議             |
| ---------------------------- | ------------------------- | ---------------------- | ------------------------------ | ------------------- | ---------------------------- |
| 香港反對世貿遊行衝突         | 反全球化                  | 香港島灣仔             | 2005年12月11日至18日           | 4,000               | 世界貿易組織第六次部長級會議 |
| 反皮草示威                   | 反對虐待動物 反對皮草貿易 | 金紫荊廣場（最近一次） | 多次 2018年2月25日（最近一次） | 約70-80（最近一次） | 香港國際毛皮服裝展覽         |
| 2014年香港動漫電玩節示威行動 | 反對抄襲 尊重Coser        | 香港會議展覽中心內     | 2014年7月29日                  | 沒有資料            | 香港動漫電玩節               |